# 小川裕介
小川 裕介（おがわ ゆうすけ、1979年6月16日 - ）は、京都府宇治市出身の元プロ野球選手（投手）。

## 来歴・人物
小学3年で野球を始め、当時は捕手だったが中学で投手となる。立命館宇治高校時代は3年夏の京都府大会ベスト4が最高成績で、甲子園には出場できず。立命館大学時代には1年上に山田秋親がいて、4年春からエースになると7連勝を記録し、リーグ通算26試合に登板し、9勝3敗防御率1.77の成績を残した。4年の大学選手権は準決勝で初登板、先発するも敗れた。2001年にオリックス・ブルーウェーブ（当時）初の自由枠選手として入団。

### プロ入り後
2002年10月9日の西武ライオンズ戦でプロ初登板。同年は3試合に登板した。
翌年2003年は2試合に登板し、防御率は135.00を記録した。また、8月1日の福岡ダイエーホークス戦でも登板したが、この試合はチームが1－29と記録的大敗を喫した試合であり、小川も大きく打ちこまれてしまった。
2004年は一軍登板はなかった。
2005年からは大阪近鉄バファローズとの球団合併・分配ドラフトを経てオリックス・バファローズと契約したが一軍登板はなかった。
2006年に二軍の広島戦で初勝利を挙げた。二軍でも入団から13連敗を喫しており、その連敗を止めての初勝利だったが一軍登板はこの年もできず、10月に戦力外通告を受けた。その年の12球団合同トライアウトに参加するが獲得する球団はなく現役を引退した。

## 詳細情報

### 年度別投手成績
| 年 度     | 球 団      | 登 板 | 先 発 | 完 投 | 完 封 | 無 四 球 | 勝 利 | 敗 戦 | セ 丨 ブ | ホ 丨 ル ド | 勝 率 | 打 者 | 投 球 回 | 被 安 打 | 被 本 塁 打 | 与 四 球 | 敬 遠 | 与 死 球 | 奪 三 振 | 暴 投 | ボ 丨 ク | 失 点 | 自 責 点 | 防 御 率 | W H I P |
| --------- | ---------- | ----- | ----- | ----- | ----- | -------- | ----- | ----- | -------- | ----------- | ----- | ----- | -------- | -------- | ----------- | -------- | ----- | -------- | -------- | ----- | -------- | ----- | -------- | -------- | ------- |
| 2002      | オリックス | 3     | 0     | 0     | 0     | 0        | 0     | 0     | 0        | --          | ----  | 14    | 3.0      | 4        | 0           | 1        | 1     | 0        | 4        | 0     | 0        | 2     | 2        | 6.00     | 1.67    |
| 2003      | オリックス | 2     | 0     | 0     | 0     | 0        | 0     | 0     | 0        | --          | ----  | 7     | 0.1      | 3        | 1           | 3        | 0     | 0        | 0        | 0     | 0        | 6     | 5        | 135.00   | 18.00   |
| 通算：2年 | 通算：2年  | 5     | 0     | 0     | 0     | 0        | 0     | 0     | 0        | --          | ----  | 21    | 3.1      | 7        | 1           | 4        | 1     | 0        | 4        | 0     | 0        | 8     | 7        | 18.90    | 3.30    |

### 記録
- 初登板：2002年10月9日、対西武ライオンズ27回戦（グリーンスタジアム神戸）、9回表に4番手で救援登板、2/3回無失点
- 初奪三振：同上、9回表に松井稼頭央から

### 背番号
- 19 （2002年 - 2004年）
- 68 （2005年 - 2006年）